# تليلات الغسول
تُعد تليلات الغسول موقعًا للعديد من التلال الصغيرة (كلمة تليلات تعني «تلال صغيرة»)، والتي تضم بقايا لعدة قرى بالأردن تعود إلى العصر النحاسي والحجري الحديث. تليلات الغسول هي موطن الحضارة الغسولية  التي ازدهرت في جنوب بلاد الشام خلال العصر النحاسي الأوسط والمتأخر (4400 - 3500 قبل الميلاد تقريبًا). تقع تليلات الغسول شرق وادي الأردن، قبالة أريحا من جنوبها، وعلى بعد 5-6 كيلومترات شمال شرق البحر الميت. سُكنت تليلات الغسول لفترة طويلة نسبيًا خلال العصر النحاسي، إذ عُثر على أدلة لوجود ثماني فترات متعاقبة من الاستيطان في العصر النحاسي، ومعظمها ينتمي إلى الحضارة الغسولية.

## أعمال التنقيب
بدأت أعمال التنقيب في الموقع بين عامي 1929 و1938 على يد أليكسيس مالون وروبرت كوبل من المعهد البابوي التوراتي بالقدس، بمساعدة المؤرخ رينيه نوفيل، وهو مؤرخ متخصص في عصور ما قبل التاريخ. عثر الباحثون على خمس طبقات من المستوطنات تنتمي إلى نفس الحضارة. استكملت بعثة من المعهد البابوي التوراتي، بقيادة اليسوعي روبرت نورث، أعمال التنقيب بين عامي 1959 و1960. كشفت بعثة استكشافية من جامعة سيدني، تحت إشراف بازل هنسي، في عام 1967، عن وجود تسع طبقات تعبر عن فترات استيطانية (وقد ميز كل طبقة برمز من «A» حتى «I»)، وطبقة إضافية «*A» فُقدت بسبب التعرية. تعود الطبقات من «*A» حتى «G» إلى العصر النحاسي، والطبقتان «H» و«I»، وهي الطبقات السفلية، إلى العصر الحجري الحديث المتأخر.  كما لاحظ وجود خمس حلقات تعود لآثار مخيمات تتداخل مع تلك التي لها بنية معمارية أهم. بيد أن الطبقة العليا من الموقع قد تآكلت بفعل الطبيعة والنشاط البشري، وربما مثلت في الواقع عدة فترات استيطان منفصلة. أجرى هنسي أعمال تنقيب في الموقع مرة أخرى منذ عام 1975 إلى عام 1977.
أجرى فريق آخر من جامعة سيدني، بقيادة ستيفن بورك، أعمال تنقيب آخرى بين عامي 1994 و1999. قسم بورك جميع مراحل الاستيطان المكتشفة في الموقع إلى ست طبقات ترابية أثرية متجانسة، بحيث تعود الطبقات من1 إلى  5 للعصر النحاسي، والطبقة 6 للعصر الحجري الحديث المتأخر.

## عمارة العصر الحجري الحديث المتأخر
قام المستوطنون الأوائل، من العصر الحجري الحديث المتأخر، ببناء منازل بيضوية شبه أرضية تحتوي على غرفة واحدة. كشف هنسي عن معظم هذه الوحدات السكنية، مقترحًا أن أبعادها كانت حوالي 4 × 2.5 متر. بُنيت الأجزاء السفلية من الجدران بالتربة المدكوكة، في حين بُنيت الأجزاء العلوية من مواد أقل متانة وثباتًا. اكتُشفت كذلك حُفر تخزين خارجية، وأجزاء من الرصف بالحصى، وأبنية ذات مواد بناء شبه متينة وثابتة، ما يشير إلى تطور متواضع للبيئة الخارجية المبنية.

## العصر النحاسي

### العمارة
خلص الباحثون إلى أن تليلات الغسول كانت موقعًا لعدة قرى صغيرة من العصر النحاسي عاشت على الزراعة وتربية الحيوانات. كانت منازلهم مستطيلة الشكل، بُنيت يدويًا من الطوب اللبن فوق أساسات حجرية. كان للمنازل ساحات وغرف مختلفة الحجم تحتوي على تجهيزات مختلفة. يظهر ذلك تطورًا متزايدًا بمرور الوقت، في تقنيات البناء، وفي حجم المباني والتجهيزات المبنية، الداخلية والخارجية، وتنامي تنظيم المساحات الخارجية وعزلها.

### المعدات والفخار
اكتُشفت العديد من الأدوات الحجرية في تليلات الغسول، ولا سيما الفؤوس والمعاول والمناجل، التي ربما كانت تستخدم في الزراعة. تجدر الإشارة بوجه خاص إلى المكاشط ذات الشكل المروحي، وهي أداة حجرية مسطحة على شكل مروحة، كانت تُستخدم أساسًا لسلخ الحيوانات وذبحها، وفي أعمال دبغ الجلود، ولربما استُخدمت أيضًا في الأعمال المتعلقة بالعظام وقطع الأخشاب. ربما كان لتلك المكاشط أهمية في الطقوس والشعائر أيضًا.  تتواجد الأواني الفخارية بكثرة، ولها أشكالًا وزخارف مختلفة. عُثر أيضًا على وعاء ربما كان يُستخدم كمخضة زبدة. ذلك الوعاء كبير وعريض، مع مقبض في كل طرف. صُنع جزء كبير من الأواني الفخارية الغسولية على حصائر تركت بصمة تصميم الحصيرة بقاع الأواني.